# Războaiele Bizantino-Arabe (780–1180)

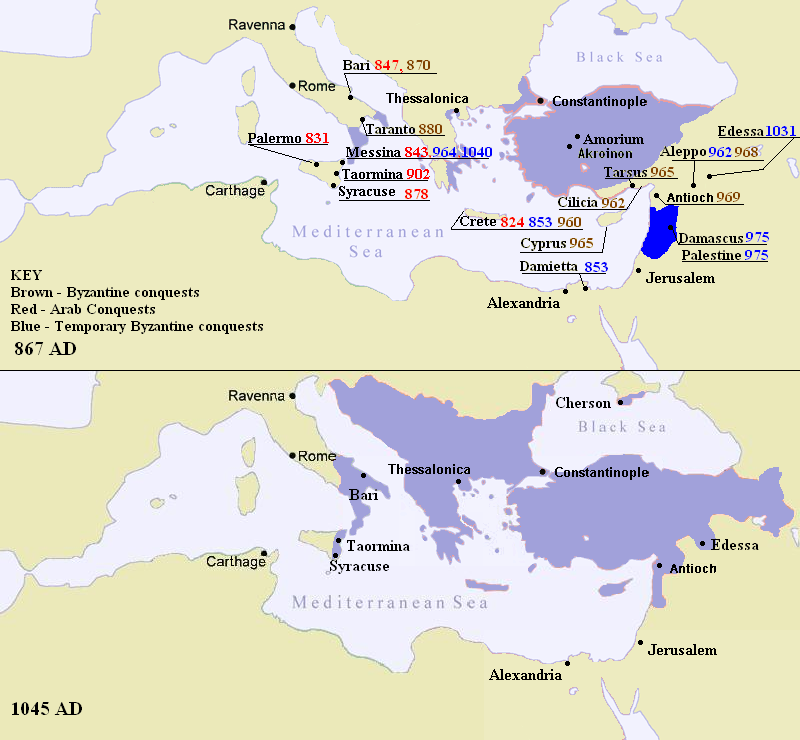
Hartă cu bătăliile bizantino-arabe

Războaiele bizantino-arabe din perioada 780–1180 se referă la o serie de conflicte dintre Imperiul Bizantin pe de o parte și califatele Abbasid și Fatimid pe de altă parte, lupte care s-au dat în Irak, Palestina, Siria, Anatolia și sudul Italiei, pentru supremația în estul Mării Mediteraneene.  
Conflictul principal bizantino-arab s-a încheiat cu asediul Constantinopolului din 718. Deși conflicte au mai avut loc până în secolul al XI-lea, cuceririle arabilor au început să regreseze. Încercările arabe de a cuceri Anatolia au eșuat, și în cele din urmă a fost cucerită de turcii selgiucizi. Selgiucizii își vor impune supremația în cadrul lumii bizantine și arabe.

## Listă de bătălii din această perioadă
- 804/805 - Bătălia de la Krasos
- 22 iulie 838 - Bătălia de la Anzen
- august 838 - Prădarea Amoriumului de către arabi
- 22 mai 853 - Prădarea Damiettei de către bizantini
- 863 - Bătălia de la Lalakaon
- 872 sau 878 - Bătălia de la Bathys Ryax
- 904 - Prădarea Salonicului (904)
- Campaniile lui Ioan Curcuas (general bizantin)
- Campaniile lui Sayf al-Daula
- Campaniile lui Nicefor al II-lea Focas
- Campaniile lui Ioan I Tzimiskes
- Campaniile lui Vasile al II-lea
- Campaniile lui George Maniaces în Sicilia
- 1169 - Bătălia de la Damietta, forțele bizantine și cruciate pierd lupta cu Califatul Fatimid